# Rekurzivni retroakronim
Rekurzivni akronim je akronim, ki se nanaša sam nase v izrazu, ki ga podaja. Posebej je ta vrsta kratic priljubljena v računalništvu, kjer se je razširila pod vplivom zgodnje skupnosti hekerjev v 1970. letih. Med znanimi rekurzivnimi akronimi so
- GNU - GNU is not Unix (GNU ni Unix)
- Wine - Wine is not an emulator (Wine ni emulator)

Nekateri priljubljeni rekurzivni akronimi so nastali naknadno in v izvirniku beseda ali kratica pomeni nekaj drugega. Takšna sta Linux, ki naj bi pomenil Linux is not Unix (Linux ni Unix), v resnici pa beseda izvira iz imena ustvarjalca Linusa Torvaldsa, ter PNG, ki naj bi pomenil PNG is not GIF (PNG ni GIF), v resnici pa je kratica za Portable Network Graphics. Tudi izven računalništva je nekaj znanih blagovnih znamk rekurzivnih akronimov (največkrat nenamenoma), recimo avtomobilski znamki Saab - Saab Automobile Aktiebolag (v izvirniku sicer Svenska Aeroplan Aktiebolaget) in Renault - Régie Nationale des Usines Renault (v izvirniku poimenovan po ustanoviteljih Louisu Renaultu in njegovih bratih).